# The Sumerian Game
The Sumerian Game (engl. für: Das Sumerer-Spiel) ist ein frühes Computerspiel, das 1964 von der Grundschullehrerin Mabel Addis entworfen und von William McKay auf einem IBM 7090 programmiert wurde. Es gilt als erste bekannte Computer-Wirtschaftssimulation und wurde als Lernspiel für Grundschüler im Katonah-Lewisboro School District in South Salem im Bundesstaat New York verwendet.

## Spielbeschreibung
The Sumerian Game ist ein textbasiertes Computerspiel, das neben der Ein- und Ausgabe auf einem IBM 1050 Terminal auch einen Drucker, einen Diaprojektor und einen Kassettenrekorder steuert. Ziel des Spiels ist es, in mehreren Phasen die Entwicklung des sumerischen Stadtstaates Lagash im Mesopotamien des dritten Jahrtausends v. Chr. zu steuern.
Der Spieler wird mit einer gesprochenen Einleitung von Kassette und Bildern vom Diaprojektor in das Spielgeschehen eingeführt. Es ist sodann seine Aufgabe, in jeder Runde die Getreideproduktion und -verteilung im Staat festzulegen. Dabei gilt es, die Bevölkerung mit genügend Getreide als Nahrung zu versorgen und gleichzeitig ausreichend Scheffel als Saat für die kommende Saison zurückzuhalten. Die jeweiligen Ernten fallen recht unterschiedlich aus. Der Spieler wird jedoch von seinem Hofberater mit Tipps zur Festsetzung der nötigen Mengen unterstützt.
Die erste Phase endet nach sechs Spielrunden. Danach wird die Rahmengeschichte vom Erzähler mit neuen Bildern erweitert und das Spiel mit leicht geänderten Bedingungen fortgesetzt. Es können nun zusätzlich Ressourcen in die Entwicklung von Kunst und Handwerk investiert werden. Nach der zweiten Phase wird die Rahmengeschichte in einer weiteren Zwischensequenz weitererzählt, und es folgen die finalen Runden des Spiels, die nun zusätzlich noch Handel mit anderen Städten und die Expansion des Staatsgebietes erlauben.

## Entstehung
Mabel Addis war bekannt dafür, für ihre Schüler regelmäßig aufwändige Aufführungen mit pädagogischem Inhalt zu inszenieren. Ihre Bekanntschaft mit dem IBM-Programmierer William McKay und ein Förderprogramm der US-Bildungsbehörde nutzte sie, um Zugang zu einem IBM 7090 zu erlangen. Wegen der damals in den USA vorhandenen Begeisterung für Science-Fiction hielt sie die Einbeziehung eines Computers in ihre Aufführung zu Recht für äußerst attraktiv für ihre Schüler. Das Projekt war so erfolgreich, dass es bis 1967 immer weiter verfeinert und verbessert wurde.
Die aufwändige Installation der Multimedia-Komponenten wurde danach zugunsten reiner Computerversionen des Spiels aufgegeben. Reste der originalen Hardware, insbesondere die verwendeten Dias, können im National Museum of Play der Brian Sutton-Smith Library in Rochester (New York) besichtigt werden.
Sowohl der Quellcode als auch Ausdrucke der Phasen 2 und 3 sowie sämtliche Audioaufnahmen sind verschollen. Verschiedene Forscher haben sich mit der Rekonstruktion des Spiels auf Basis der noch vorhandenen Artefakte befasst. Bislang konnte eine getreue Version der Phase 1 wiederhergestellt werden.

## Spielehistorische Bedeutung
Das Spiel begründete das Genre der Wirtschaftssimulationen und war durch den innovativen Einsatz von Ton- und Bildtechnik gleichzeitig das erste echte Multimedia-Spiel, noch lange bevor dieser Begriff geprägt wurde. Es hatte wegweisenden Einfluss auf zahlreiche spätere Computerspiele, insbesondere die Globalstrategiespiele. Eine direkte Weiterentwicklung des Spiels ist das wesentlich bekanntere und noch heute in zahlreichen Varianten beziehbare Spiel Hamurabi, welches auch in einer deutschen Übersetzung erschien.